# Église Annonciation-de-Marie de Lovagny
L'église Annonciation-de-Marie est une église située à Lovagny, dans le département de la Haute-Savoie, en France.

## Localisation
L'église Annonciation-de-Marie de Lovagny, ou Notre-Dame-de-l'Annonciation, dépend depuis 2005 de la paroisse catholique « Saint-Luc entre Fier et Mandallaz » qui regroupe les anciennes paroisses d'Épagny, Lovagny, Metz-Tessy, Meythet, Nonglard et Poisy.

## Histoire
L'église primitive, dédiée à Marie, est donnée entre 1032 et 1044 à l'abbaye de Savigny, située dans le Lyonnais. Elle devient par la suite un prieuré. Un cartulaire de 1029 ou 1040 mentionne l'édifice.
L'église, dans sa forme actuelle, est consacrée par l’évêque d'Annecy Louis-Ernest-Romain Isoard le 14 octobre 1888 après 27 ans d'études et de travaux. L'église précédente, datant du XVIIIe siècle et agrandie en 1833, était un bâtiment rectangulaire de 106 m2. Jugée trop petite à l'époque de l'Annexion de la Savoie en 1860, elle est reconstruite à l'initiative du curé Jean-Marie Tapponnier (curé de Lovagny de 1885 à 1933 et surnommé le « curé des chemins de fer » car il prenait très souvent le train depuis Lovagny pour se rendre à Aix-les-Bains) est achevée en 1890. Les plans ont été réalisés par l'architecte Dénarié.

## Description
Le chœur, ainsi qu'une partie du clocher et la cure constituent les parties les plus anciennes de l'église. Il a été construit au cours du XIe siècle et du XIIe siècle dans un style roman. Ses murs ont une épaisseur 1,20 m. Le tabernacle, encastré dans le mur, est le seul vestige de l'ancien retable. Quant à la table de communion, elle date du XVIIe siècle.
Le clocher, qui se trouve sur le côté de la nef, semble avoir été remanié ou reconstruit autour des XVe siècle et XVIe siècle. Il est construit en partie en tuf. Ses fondations ont été renforcées en 1969. Le clocher abrite trois cloches dont la plus grosse, prénomée Bénédicta, a été offerte en 1878 par un des anciens propriétaires du château de Montrottier.
L'église dispose de deux chapelles latérales : la chapelle de la Vierge (à droite) et la chapelle de Saint-Joseph (à gauche). La statue de la chapelle de la Vierge date du XVIIe siècle et représente « la Vierge et l'Enfant ».
Les vitraux datent des années 1833. Le vitrail central du chœur représente Marie. Il est entouré de deux vitraux représentant Saint-Bruno (fondateur de l'ordre des Chartreux) et Saint-Victor (compagnon de Saint-Maurice, protecteur de la Savoie). Les vitraux des chapelles latérales représentent François de Sales (protecteur du diocèse d'Annecy) et Saint-Benoit, dans la chapelle de la Vierge, et Saint-Georges et Sainte-Louise de Savoie, dans la chapelle Saint-Joseph.

## Galerie de photographies

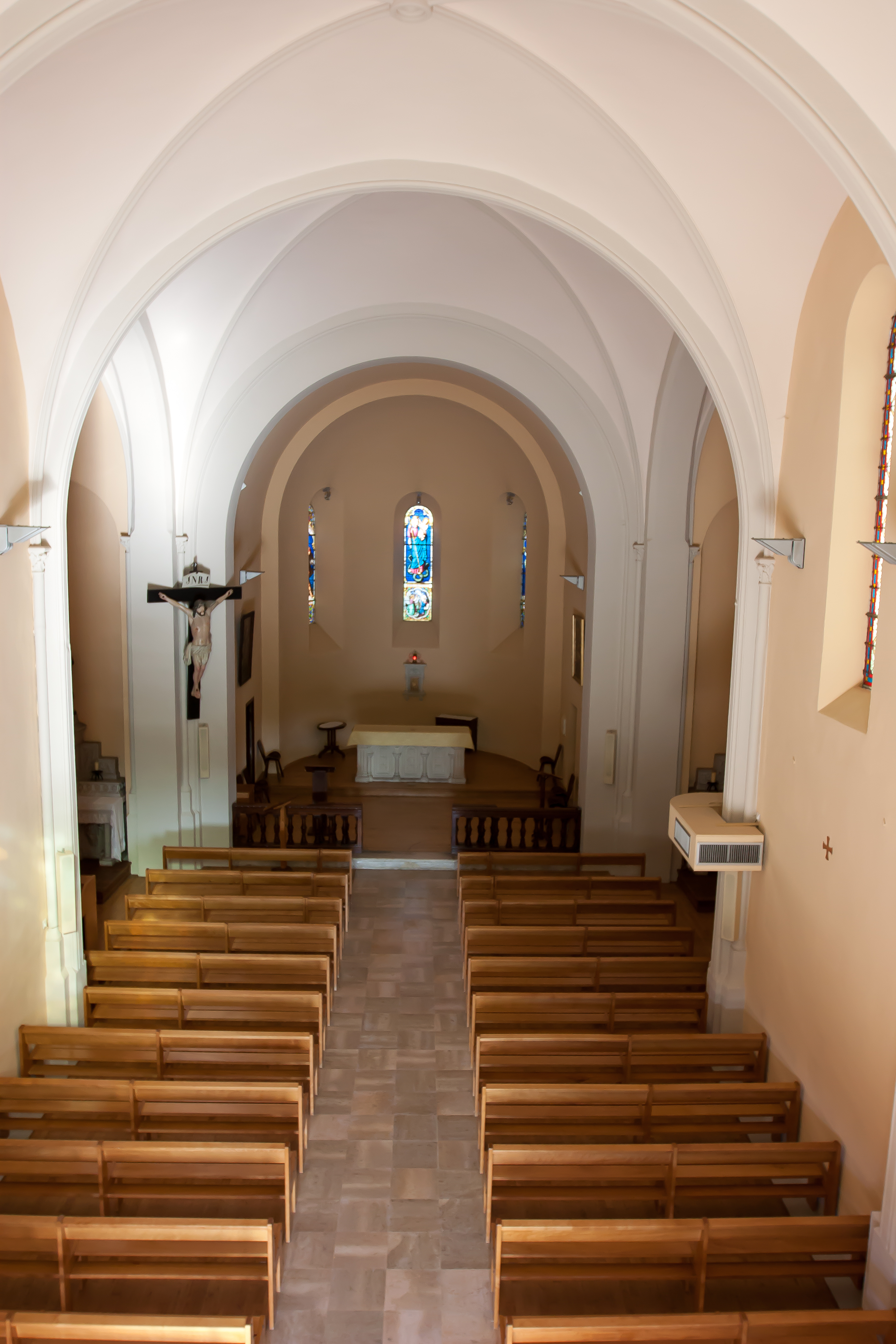
Le chœur et la nef.
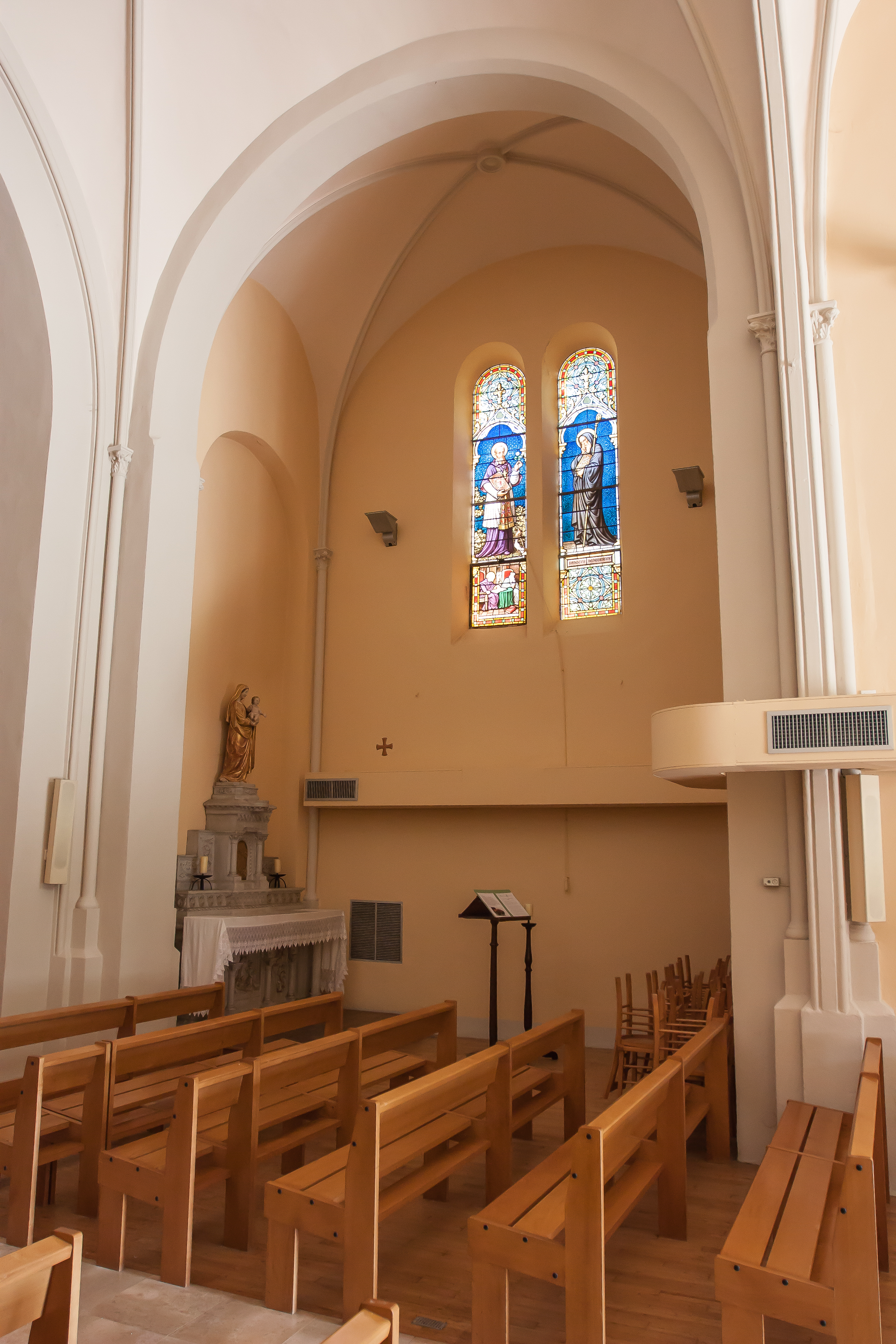
La chapelle de la Vierge.
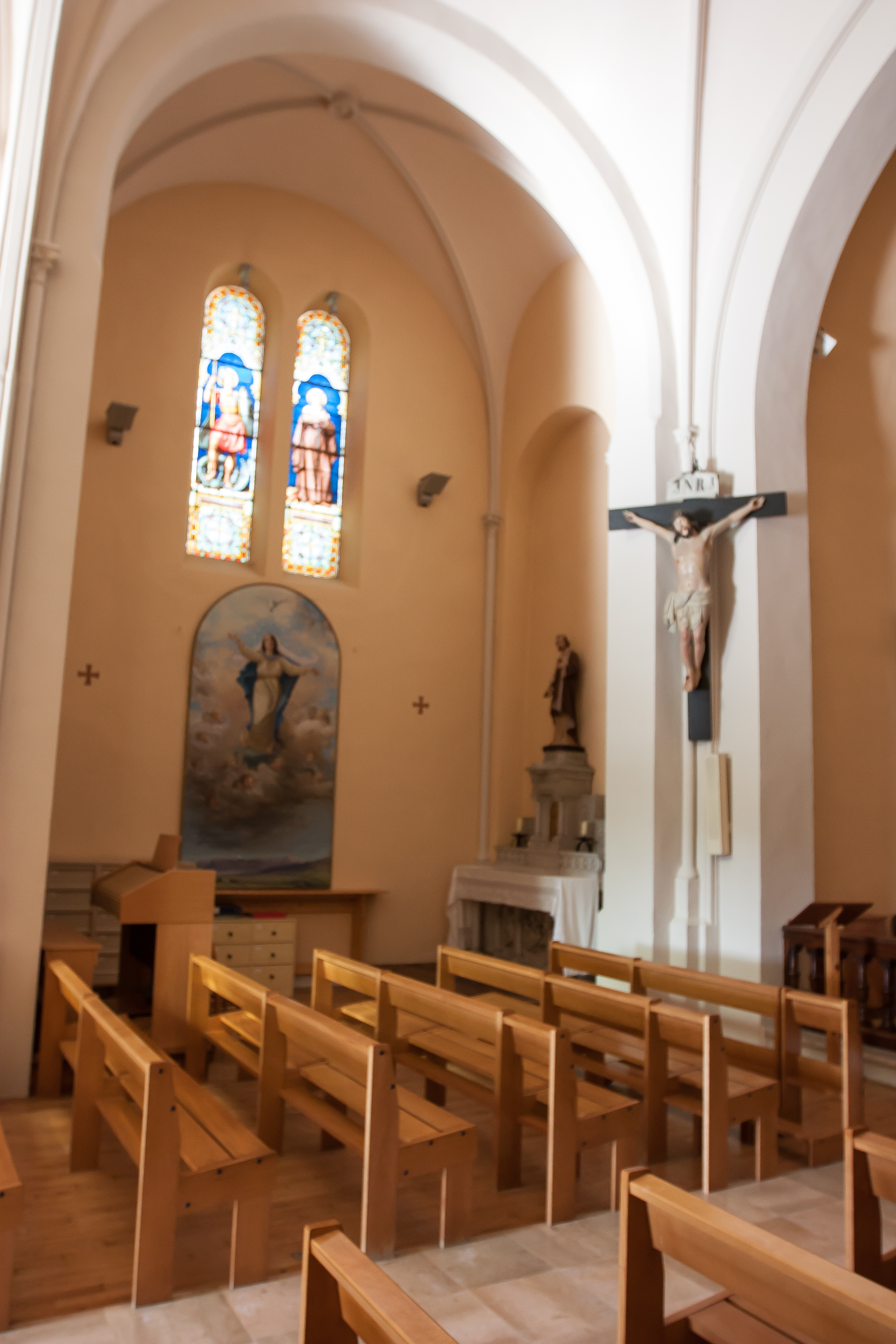
La chapelle Saint-Jpseph.